# Something’s Gotta Give (Lied)

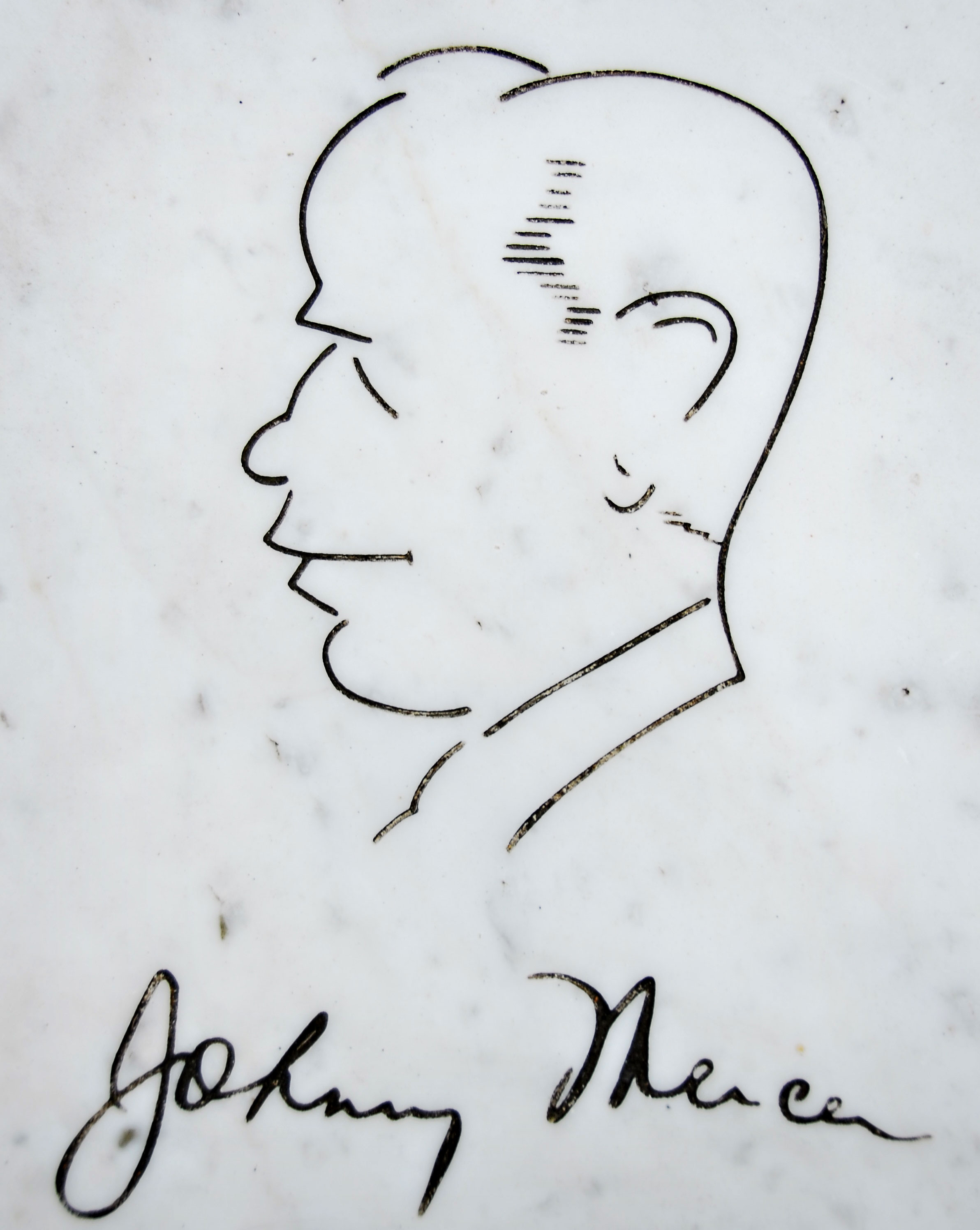
Selbstporträt von Johnny Mercer, dem Autor des Liedes

Something’s Gotta Give ist ein Lied, dessen Text und Musik Johnny Mercer 1954 für Fred Astaire schrieb. Veröffentlicht wurde es als Teil des Soundtracks des 1955 erschienenen Musikfilms Daddy Langbein (Daddy Long Legs). Das Lied erhielt eine Oscarnominierung.

## Liedtext
Das Lied stellt die Frage, was passiert, wenn eine unwiderstehliche Kraft auf ein unbewegliches Objekt trifft – hier als Metapher gedacht für das Aufeinandertreffen einer rassigen Frau und eines älteren, des Lebens hin und wieder überdrüssigen Mannes. Der Mann wird tun, was das Herz begehrt (Something’s Gotta Give…) und die Frau küssen, denn es muss etwas geben, was das Herz begehrt. Wenn ein unbändiges Lächeln wie Deins ein altes unversöhnliches Herz wie meins wärmt, folgt ein Kuss. Denn dieser Versuchung kann man nicht lange widerstehen. Der Liedtext ist ein Echo dessen, was im Film vor sich geht, in dem sich Daddy Long Legs (Fred Astaire), ein zurückhaltender Mann in den 50ern in eine Frau (Leslie Caron) verliebt, die etwa halb so alt ist wie er.

## Coverversionen
Die am meisten verkaufte Version des Liedes stammt von The McGuire Sisters, die damit 1955 #5 in den Billboard Hot 100 erreichten. Populär war auch die Interpretation von Sammy Davis, Jr. aus demselben Jahr. Auch er kam mit seiner Version unter die Top 10 der Billboard Pop-Charts, kulminierend auf #9. Gale Storm und Stuart Foster veröffentlichten ihre Version ebenfalls 1955. Im darauffolgenden Jahr veröffentlichte Mel Tormé eine Version des Songs auf seinem Album Sings Fred Astaire. Auch Les Brown griff das Lied auf seinem Album Swing & Jazz for Dancing auf.
Frank Sinatra sang das Lied im Dezember 1958 ein für sein Album Come Dance with Me! Sinatras Version erklang auch in dem 37-minütigen Filmfragment Something’s Got to Give. Der Film wurde nie vollendet, da Marilyn Monroe, die neben Dean Martin in der Hauptrolle besetzt war, noch bevor die unterbrochenen Dreharbeiten wieder aufgenommen werden konnten, verstarb.
Im Jahr 1964 coverte Ella Fitzgerald das Lied und veröffentlichte es auf ihrem Album Ella Fitzgerald Sings the Johnny Mercer Songbook arrangiert von Nelson Riddle. Der Pop- und Jazzsänger Jack Jones veröffentlichte den Song 1965 auf seinem Album Dear Heart; 
weitere Versionen legten u. a. Rosemary Clooney und Sheila Jordan vor.
Johnny Mercer sang seine Komposition im Jahr 1974 auch selbst.
In dem Computer-Rollenspiel Fallout: New Vegas wird Dean Domino aus dem Dead Money Add der Song in den Mund gelegt, wobei jedoch Bing Crosbys Plattencover gezeigt wird.

## Auszeichnung
Johnny Mercer war mit dem Lied auf der Oscarverleihung 1956 in der Kategorie „Bester Song“ für einen Oscar nominiert, der jedoch an Sammy Fain und Paul Francis Webster und ihr Lied Love Is a Many Splendored Thing aus der Literaturverfilmung Alle Herrlichkeit auf Erden ging.
Die romantische Musikkomödie Daddy Langbein war zudem in den Kategorien „Beste Filmmusik“ und „Bestes Szenenbild“ für einen Oscar nominiert und außerdem für einen WGA Award. 